# Chesias capriata
Chesias capriata är en fjärilsart som beskrevs av Louis Beethoven Prout 1904. Chesias capriata ingår i släktet Chesias och familjen mätare. Inga underarter finns listade i Catalogue of Life.